# Cylindrophis opisthorhodus
Cylindrophis opisthorhodus là một loài rắn trong họ Cylindrophiidae. Loài này được Boulenger mô tả khoa học đầu tiên năm 1897.